# División de Prayagraj
La división de Prayagraj, es una unidad administrativa de la India en el estado de Uttar Pradesh.
En 2000, cuando Uttar Pradesh se reorganizó formando el Uttaranchal a partir de su territorio norte, la división de Prayagraj y el distrito también se reorganizaron en gran medida. Los distritos de Etawah, Farrukhabad y Kanpur de la división de Prayagraj se convirtieron en una nueva división, la división de Kanpur. Partes de las áreas occidentales del distrito de Prayagraj fueron incorporadas al recién creado distrito de Kaushambi. Al mismo tiempo, el distrito de Pratapgarh, que se encontraba en Awadh, fue incorporado a la división de Prayagraj.
Desde el año 2000, la división de Prayagraj consiste de los siguientes distritos:
- Distrito de Prayagraj
- Distrito de Fatehpur
- Distrito de Kaushambi
- Distrito de Pratapgarh

Antes del 2000, la división de Prayagraj se componía de todos los distritos del bajo Doab:
- Distrito de Prayagraj
- Distrito de Etawah
- Distrito de Farrukhabad
- Distrito de Fatehpur
- Distrito de Kanpur